# Централна банка Црне Горе
Централна банка Црне Горе је централна банка Црне Горе. Како Црна Гора нема своју валуту надлежности банке су контрола и обезбеђивање стабилног банкарског система и монетарна политика. Црна Гора је унилатерарно увела немачку марку (упоредно са динаром) 1999. а по аутоматизму 2002. евро. Иако није члан еврозоне нити издаје своје новчанице и кованице евра, она прати и спроводи одлуке ЕЦБ-а.